# Magazine télé

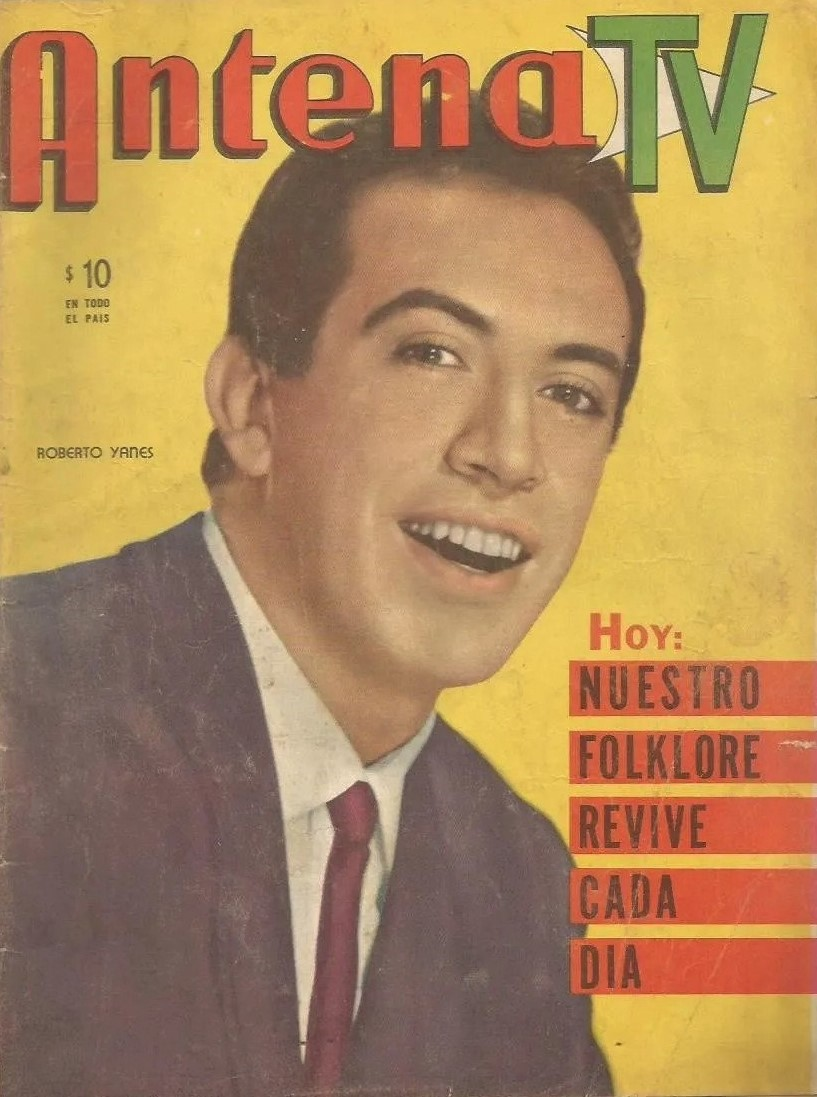
Couverture dAntena TV, un magazine télé argentin, en l'année 1962.

Un magazine télé est un magazine dont la vocation principale est de publier un guide des programmes amenés à être diffusés à la télévision. Presque toujours agrémenté de rubriques consacrées à l'actualité du monde télévisuel, il est généralement hebdomadaire ou quinzomadaire.

## En France
En France, des titres emblématiques sont par exemple Télé 7 jours ou Télé-Loisirs.